# 沼津市立内浦小学校
沼津市立内浦小学校（ぬまづしりつ うちうらしょうがっこう）は、かつて静岡県沼津市内浦三津に存在していた公立小学校。
沼津市立西浦小学校、沼津市立長井崎中学校と統合し、2021年度から沼津市立長井崎小中一貫学校となった。

## 沿革
- 1873年（明治6年）6月 - 重寺村より江梨村に至る間を第8大区小4区として14か村連合し、木負村に「内浦学校」を開設[2]。
- 1886年（明治19年）5月 - 重須村「効法舎」と「立身舎」を統合し、君沢郡三津小学校とする[2]。
- 1890年（明治23年）4月 - 君沢郡内浦学区内浦尋常小学校と改称[2]。
- 1896年（明治29年）4月 - 田方郡内浦村立内浦尋常高等小学校と改称（高等科併設）[2]。
- 1941年（昭和16年）4月1日 - 内浦村国民学校に改称[2]。
- 1947年（昭和22年）4月 - 田方郡内浦村立内浦小学校に改称[2]。
- 1953年（昭和28年）11月3日 - 開校80周年記念行事[2]。
- 1955年（昭和30年）4月1日 - 沼津市立内浦小学校と改称[2]。
- 1963年（昭和38年）6月 - 制服・制帽の制定[2]。
- 1973年（昭和48年）11月6日 - 開校100周年記念行事[2]。
- 2021年（令和3年）3月 - 西浦小学校、長井崎中学校と統合して、小中一貫校化することになり閉校[1]。

## 校歌
- 作詞：大川渉、作曲： 高橋定一郎[3]

## 通学区域
- 小海、重須、重寺、長浜、三津[4]

## 校区内の主な施設
- 沼津市立長井崎中学校（進学先中学校）
- 沼津警察署 内浦交番

## 交通
- 伊豆箱根バス伊豆長岡駅 − シーパラ線 農業会前より約200m